# Lincoln de Araujo
Lincoln de Araujo (Rio Novo, 7 de março de 1870 – Rio de Janeiro, 11 de outubro de 1939) foi um médico brasileiro.
Graduado em farmácia em Ouro Preto em 1889. Dez anos depois de sua formatura mudou-se para a cidade do Rio de Janeiro, onde doutorou-se em medicina pela Faculdade de Medicina do Rio de Janeiro. Foi eleito membro da Academia Nacional de Medicina em 1905, com o número acadêmico 245, ocupando a Cadeira 26, que tem Francisco Pinheiro Guimarães como patrono.